# Perzów
Perzów est une localité polonaise, siège de la gmina de Perzów et située dans le powiat de Kępno en voïvodie de Grande-Pologne.